# Fågelås socken
Fågelås socken ingick i Kåkinds härad och området befinner sig nu ligger nu i Hjo kommun i den del av Västra Götalands län, vilken tidigare utgjordes av Skaraborgs län.
Fågelås socken nämns från 1200-talet och kom att i tre steg mellan 1863 och 1902 delas upp i Södra Fågelås socken och Norra Fågelås socken.
Vid kommunreformen 1862 övergick socknens ansvar för de kyrkliga frågorna till Fågelås församling och för de borgerliga frågorna till Södra Fågelås landskommun och Norra Fågelås landskommun, även jordeböckerna delades upp på motsvarande 1889. Församlingen delades slutligen också upp 1902 i Södra Fågelås församling och Norra Fågelås församling.

## Byar och hemman
För en lista över byar och enstaka hemman i socknen, se Norra Fågelås socken och Södra Fågelås socken. 